# Ballana insula
Ballana insula är en insektsart som beskrevs av Delong 1964. Ballana insula ingår i släktet Ballana och familjen dvärgstritar. Inga underarter finns listade i Catalogue of Life.